# Lansdowne
Lansdowne é um distrito localizado no estado norte-americano de Pensilvânia, no Condado de Delaware.

## Demografia
Segundo o censo norte-americano de 2000, a sua população era de 11.044 habitantes.
Em 2006, foi estimada uma população de 10.759, um decréscimo de 285 (-2.6%).

## Geografia
De acordo com o United States Census Bureau tem uma área de
3,0 km², dos quais 3,0 km² cobertos por terra e 0,0 km² cobertos por água. Lansdowne localiza-se a aproximadamente 49 m acima do nível do mar.

## Localidades na vizinhança
O diagrama seguinte representa as localidades num raio de 4 km ao redor de Lansdowne.